# Pahuatitla
Pahuatitla är en ort i Mexiko.   Den ligger i kommunen Huautla och delstaten Hidalgo, i den sydöstra delen av landet, 200 km norr om huvudstaden Mexico City. Pahuatitla ligger 468 meter över havet och antalet invånare är 327.
Terrängen runt Pahuatitla är huvudsakligen lite kuperad. Pahuatitla ligger uppe på en höjd. Runt Pahuatitla är det ganska tätbefolkat, med 65 invånare per kvadratkilometer. Närmaste större samhälle är Huejutla de Reyes, 17,6 km nordväst om Pahuatitla. Omgivningarna runt Pahuatitla är en mosaik av jordbruksmark och naturlig växtlighet.